# Kenedy Có
Kenedy Silva Có (sinh ngày 30 tháng 11 năm 1998) là một cầu thủ bóng đá người Guiné-Bissau thi đấu cho Sporting CP B, ở vị trí tiền đạo.

## Sự nghiệp câu lạc bộ
Vào ngày 20 tháng 8 năm 2017, Có có màn ra mắt cho Sporting B trong trận đấu tại LigaPro 2017–18 trước Real.